# Самюъл Кромптън
Самюел Кромптън (на английски: Samuel Crompton) е британски откривател, създал през 1779 г. предачната машина, наречена „плетачно муле“.

## Биография
Роден е на 3 декември 1753 година в Болтън. След смъртта на баща си Самюел започва работа в предачница в Болтон, за да подпомага семейството си. Тъй като по това време преждата е била много тънка и често се е късала, той разработва през следващите 5 или 6 години в свободното си време, тайно и като влага собствени средства, нова машина по собствена конструкция, представляваща комбинация от други две машини, разработени преди това от Джеймс Харгрийвс и Ричард Аркрайт. По време на индустриалната революция непрекъснатото увеличаване на производството на предачните фабрики допринася много за текстилната индустрия на Англия. Голямо предимство на машината е, че качеството на произвежданото влакно е много високо и съответно неговата цена е също висока. Грубото влакно се е продавало за 14 шилинга за паунд при 42 шилинга за паунд за качественото влакно, изработвано от машината на Кромптън. Но Кромптън не може да си позволи патентоването на своята конструкция на машина и решава да я публикува, като в резултат тя се копира масово, без да се плаща такса за това. Въпреки предварителните обещания Самюел получава минимална сума за труда си. По-късно, през 1812 г., парламентът му отпуска 5000 фунта стерлинги еднократно за неговата работа.
Кромптън умира на 73 години.